# Набоков, Сергей Владимирович
Сергей Владимирович Набоков (12 марта 1900, Санкт-Петербург — 9 января 1945, Нойенгамме) — педагог, поэт, брат писателя Владимира Набокова. В 1945 году погиб в нацистском концлагере.

## Биография

### В России
Родился в дворянской семье Набоковых: отец — известный русский юрист Владимир Набоков, мать, Елена Ивановна — дочь общественного деятеля и мецената Ивана Рукавишникова. Сергей был вторым сыном в семье после Владимира Набокова, будучи на 11 месяцев младше его.
Сергей, в противоположность Владимиру, рос стеснительным, неловким мальчиком, страдал плохим зрением и сильным заиканием. Он с десяти лет страстно увлёкся музыкой, часами играл фрагменты из опер на рояле в комнате второго этажа, ходил с отцом на концерты. С братом Владимиром общался мало.

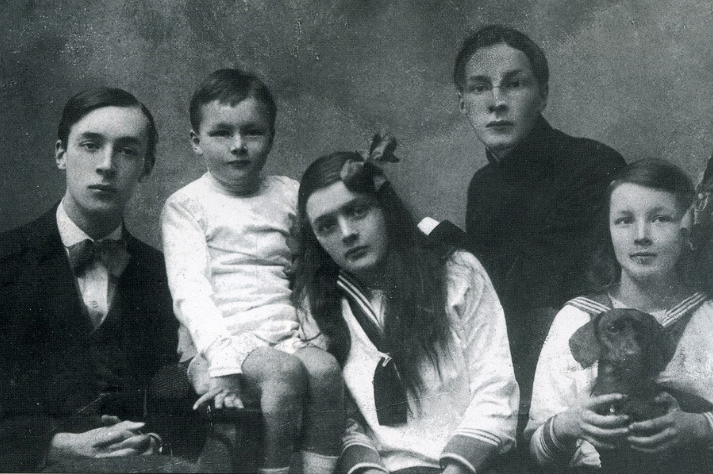
Дети Набоковых в 1918 году (слева направо): Владимир, Кирилл, Ольга, Сергей и Елена.

Первые годы жизни Сергея прошли в доме Набоковых на Большой Морской в Петербурге и в их загородном имении Выра (под Гатчиной). Образование начал в Тенишевском училище, где проучился пять лет: потом Сергея перевели в Первую гимназию.
Когда Сергею исполнилось 15 лет, Владимир случайно обнаружил у него на столе страничку из его дневника. И в «дурацком восторге» дал её прочесть домашнему учителю, а тот — отцу. Из неё явственно следовало, что Сергей был гомосексуалом. Хотя семья отнеслась к данному факту относительно спокойно (так как родные дяди Сергея Константин Набоков и Василий Рукавишников тоже были гомосексуалами), но, как считает Брайан Бойд, именно запоздалые угрызения совести породили ту горячность, с которой Владимир Набоков позднее защищал частную жизнь от любого вмешательства. Однако в отношениях внутри семьи возникло некоторое отчуждение. Отец, будучи прогрессивным либеральным политиком, вёл кампанию за отмену уголовного преследования гомосексуалов, но скорее ради принципа права.
Октябрьская революция заставила Набоковых перебраться в Крым. 2(15) ноября 1917 года Сергей и Владимир Набоковы в спальном вагоне симферопольского поезда навсегда покинули Петроград. Где-то на полпути обстановка испортилась: в вагон набились бежавшие с фронта солдаты. Как позднее вспоминал Владимир, его брат, «первоклассный актёр», изобразил симптомы тифа, и братьев оставили в покое. В апреле 1919 года перед наступлением большевиков семья Набоковых навсегда покинула Россию и поселилась в Берлине.

### В Европе

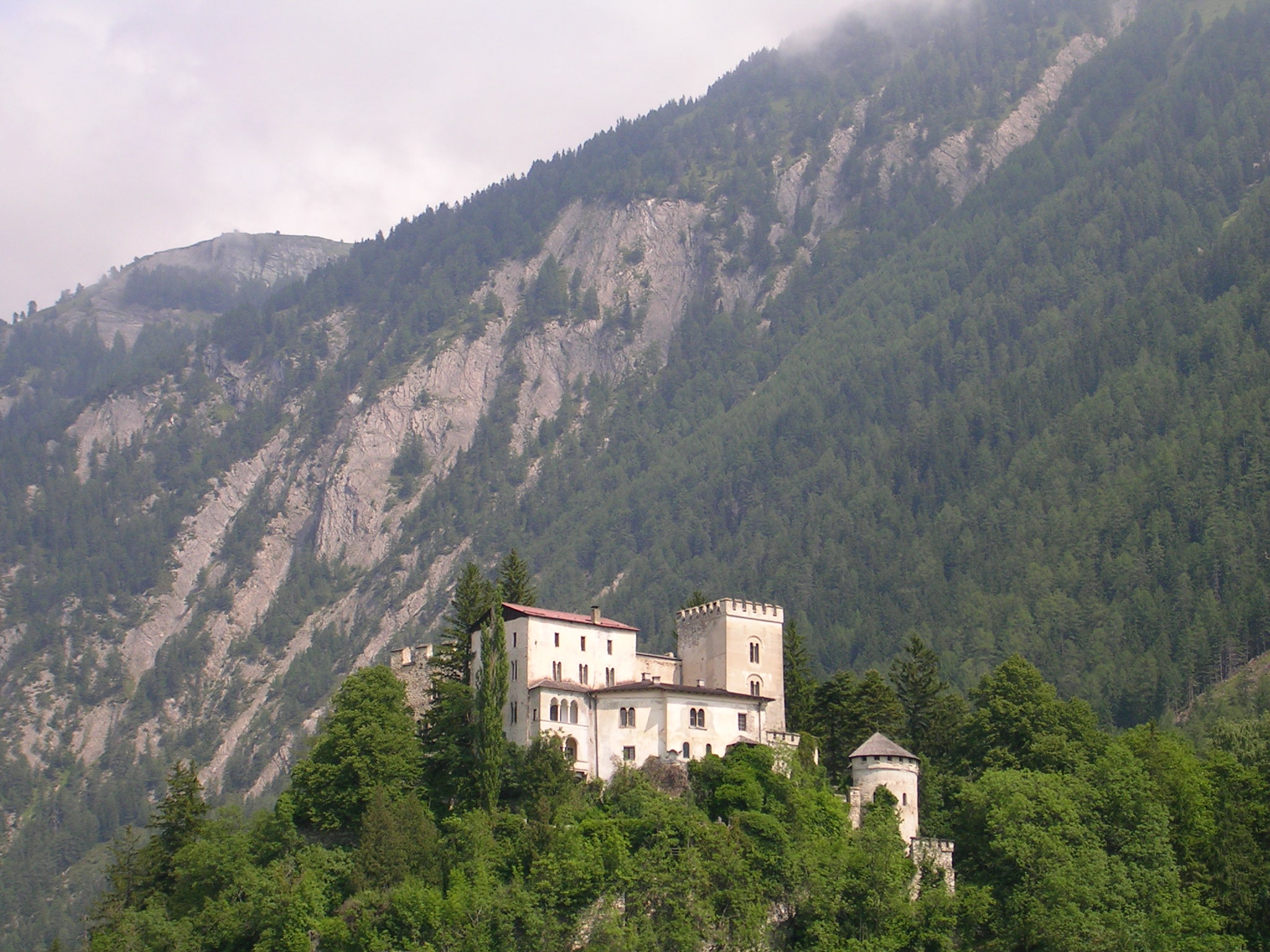
Замок Вейсенштайн, Матрей, Восточный Тироль.

Сергей и Владимир получали образование в Кембриджском университете (Тринити-колледж), изучали русскую и французскую филологию. В это время они много проводят времени вместе, в частности за игрой в теннис. Современники отмечают значительную разницу между братьями. Сергей был высоким худым блондином с розовой кожей, денди, эстетом, веселым, но ранимым.
В 1922 году после окончания учёбы братья возвращаются в Берлин к семье. Они оба пытались работать в банковском секторе, однако оба оказываются не способными к такой работе: Владимир проработал несколько часов, а Сергей продержался неделю. В Берлине дороги братьев расходятся. Почувствовав в Германии тогдашнюю атмосферу терпимости, Сергей ведёт себя относительно свободно, активно общается в гей-сообществе, знакомится с Магнусом Гиршфельдом. Вскоре он переезжает в Париж, где живёт в крошечной квартире своего друга художника-эмигранта Павла Челищева и его любовника Аллена Тэннера. Через них он знакомится с гомосексуальной культурной элитой Парижа: Жаном Кокто, Сергеем Дягилевым, Вирджилом Томсоном, Гертрудой Стайн.
По воспоминаниям современников Сергей Набоков представлял собой приятного интеллигентного молодого человека, бегло говорящего на четырёх языках, разбиравшегося во французской и русской поэзии, обожавшего музыку и театр, чем значительно отличался от брата. В Париже он занимался преподаванием английского и русского языка и жил впроголодь. Писал стихи, однако они не сохранились. В 1926 году Сергей перешёл в католицизм.
В конце 1920-х в Париже Сергей встречает сына австрийского страхового магната Карла Тиме Германа Тиме, который становится любовью всей его жизни. Пара переезжает в замок Вейсенштайн, Матрей в Восточном Тироле. В 1930-е годы они много путешествуют по Европе. В начале 1930-х годов отношения с братом Владимиром стабилизируются: Сергей даже знакомит его с Германом. Утверждения, что Владимир Набоков якобы отказывался общаться с братом-гомосексуалом, не соответствуют действительности.

### Арест и гибель
В 1936 году жена Владимира Вера была уволена с работы в результате усиления антисемитской кампании в Германии. В 1937 году Набоковы уехали во Францию. В мае 1940 года Набоковы бежали из Парижа от наступающих немецких войск и переехали в США последним рейсом пассажирского лайнера «Шамплен». Сергей, не зная об этом, по приезде в Париж застал квартиру пустой. Он решил остаться в стране вместе с возлюбленным. Однако, с учётом уголовного преследования гомосексуальных мужчин, они решили встречаться редко, чтобы не навлекать подозрений. Сергей работал переводчиком в Берлине.
Несмотря на предосторожности, Сергей в 1941 году был арестован Гестапо по подозрению в гомосексуальных контактах (параграф 175 УК Германии). После пяти месяцев заключения за отсутствием доказательств он был отпущен на свободу благодаря хлопотам двоюродной сестры Они (Софии Дмитриевны Фазольд (урождённой Набоковой, 1899—1982), старшей сестры композитора Николая Набокова) и взят под наблюдение. Однако после этого инцидента Сергей в бытовых разговорах начал активно критиковать нацистские власти. Точная причина его второго ареста не известна: Владимир писал, что его брата арестовали как «британского шпиона»; некие соузники Сергея по лагерю утверждали то же самое в слегка изменённой версии: что он пытался спрятать сбитого английского лётчика. 24 ноября 1943 года Сергей Набоков был вновь арестован по обвинению в «высказываниях, враждебных государству» и «англо-саксонских симпатиях» и 15 декабря отправлен в концлагерь Нойенгамме. В лагере ему присвоен номер 28631. Очевидцы сообщали, что в заключении Сергей проявлял незаурядную стойкость, помогал слабым и делился едой и одеждой. 9 января 1945 года за четыре месяца до освобождения концлагеря Сергей Набоков умер от дизентерии и голода. Иван Набоков (сын Николая Набокова, двоюродного брата Владимира и Сергея) вспоминал, что после войны им часто звонили, разыскав их по телефонному справочнику, только для того, чтобы с благодарностью рассказать о мужественном поведении Сергея в лагере.
Герман Тиме был также арестован, а после направлен на фронт в Африку. По окончании войны он жил в своём замке, ухаживая за сестрой-инвалидом, и умер в 1972 году.

## Память

### Смерть Сергея и германофобия Владимира Набокова
Во время войны Набоков считал, что Сергей в полной безопасности живёт в замке Германа. Неожиданно осенью 1945 года ему приснилось, что он увидел Сергея умирающим на нарах в концлагере. На следующий день он получил письмо от младшего брата Кирилла, извещающее о гибели Сергея.
Смерть Сергея несомненно усилила германофобию Набокова, сложившуюся ещё в конце 1930-х годов. Например, в письме от 21.12.1945 он извещает настоятеля Christ Church в Кембридже пастора Гардинера М. Дея, что его одиннадцатилетний сын Дмитрий не будет участвовать в сборе одежды для немецких детей. «Я считаю, что дать пищу и одежду немцам, значит непременно отнять её у наших союзников… Если бы я выбирал между греческими, чешскими, французскими, бельгийскими, китайскими, голландскими, норвежскими, русскими, еврейскими и немецкими детьми, я точно бы не выбрал последних». Вернувшись в Европу, Набоков ни разу не был в Германии, хотя провёл в этой стране 15 лет интенсивнейшего творчества, принесшего ему его русскую славу. «Пока я жив, могут быть живы и те негодяи, которые убивали и пытали беспомощных и невинных. Как я могу знать об этой пропасти в прошлом моего современника, руку которого я случайно пожимаю».

### В творчестве Владимира Набокова

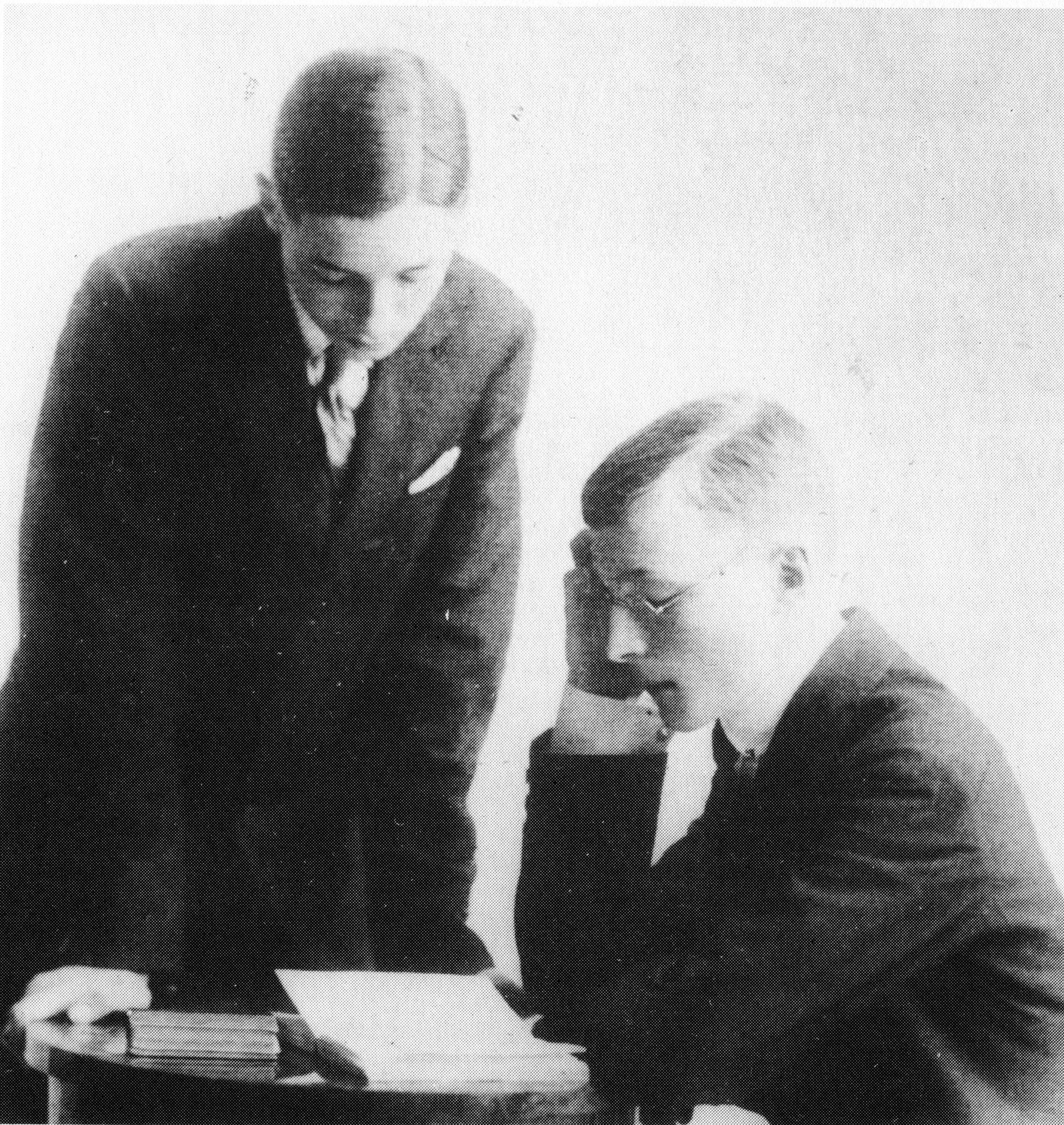
Владимир и Сергей Набоковы в 1916 году.

Сергей упоминается в автобиографии Набокова («Другие берега», другой вариант «Память, говори»). Как считает Брайан Бойд, «Владимир терзался мыслью о том, что он недостаточно любил брата, — длинная история невнимания, бездумных насмешек, постоянного пренебрежения». В 1945 году Набоков писал в письме Э. Уилсону: «Моего второго брата немцы отправили в один из самых страшных концлагерей (под Гамбургом), где он и сгинул. Это известие меня сразило, так как, на мой взгляд, Сергей был последним, кого в моём понимании могли арестовать (за его „англосаксонские симпатии“): безобидный, праздный, трогательный человек…».
Отдельные литературоведы отмечают возможность отражения личности Сергея Набокова в образах главных героев романов «Подлинная жизнь Себастьяна Найта», «Под знаком незаконнорождённых», «Ада».
Другие отмечают сложные взаимодействия образа гомосексуала Кинбота в романе Набокова «Бледный огонь» и реального образа Сергея.
Гибель брата и другие трагедии войны приводили Набокова к глубоким размышлениям о сущности зла в мире и в то же время — к попыткам мысленно отстраниться от страшных событий.
Параллельно с «Лолитой» Владимир Набоков начал писать роман о сиамских близнецах, один из которых был влюблен в другого, однако оставил этот замысел в пользу «Лолиты».

### В искусстве
В фильме «Мадемуазель О.» (1993), поставленном по мотивам автобиографических произведений Владимира Набокова, роль Сергея исполняет Григорий Хаустов. По мнению критиков, фильм отчасти был данью памяти Сергея Набокова. Его образ сопоставляется с образом «мадемуазели»-гувернантки: спустя много лет автор испытывает перед обоими чувство вины и сожаления. В фильме Сергей показан добрым и привязчивым мальчиком младше Владимира, в резком контрасте с холодным и отстранённым старшим братом.
В 2013 роду вышел роман Пола Рассела «Недоподлинная жизнь Сергея Набокова».